# Drei Kappadokier
Mit der Sammelbezeichnung Drei Kappadokier bzw. Drei kappadokische Väter sind die drei kappadokischen Theologen Basilius der Große († 379), sein jüngerer Bruder Gregor von Nyssa († nach 394) und sein älterer Studienfreund Gregor von Nazianz († 390) gemeint. Diese drei Kirchenväter des 4. Jahrhunderts hatten maßgeblichen Anteil daran, dass sich die Trinitarier im arianischen Streit durchsetzen konnten. Sie machten sich um ein theologisch vertieftes Verständnis des Ersten Konzils von Nicäa (325) verdient und leisteten Vorarbeiten für das Erste Konzil von Konstantinopel (381), über welches Gregor von Nazianz nach dem Tod des Meletius von Antiochien den Vorsitz übernahm. Auch auf das Konzil von Chalcedon (451) waren sie von Einfluss.
Die Sammelbezeichnung entstammt der Patristik des 19. Jahrhunderts. Bereits seit dem 11. Jahrhundert werden, ausgehend von Konstantinopel, Basilius und Gregor von Nazianz zusammen mit Johannes Chrysostomos als die Drei Hierarchen bezeichnet.